# Marta Zamora
Marta Zamora (Ciudad de México, 19 de diciembre de 1946), es una primera actriz y directora mexicana de cine, teatro, televisión y radio.

## Biografía
Marta inició su carrera como actriz en televisión siendo muy joven, participando en el teleteatro Teatro Fantástico. Luego desarrolló una impecable carrera en telenovelas como Las aventuras de Huck, Los años felices, Muchachita, El pecado de Oyuki, Mi pequeña Soledad, Marimar y Daniela entre muchas otras. Ha incursionado con éxito en todas las áreas: cine, teatro, televisión y radio. Actuó en radionovelas y programas como La Hiena, Laguna Colorada y Cosas reales con la Mujer de XEW. En cine actuó en películas como La venida del Rey Olmos, Los signos del zodíaco, La hora de los niños, Volver, volver, volver y El jardín de los cerezos entre muchas otras. Gran actriz de teatro, participó en obras como Hello, Dolly!, La señorita Julia, La tercera soledad y El hombre elefante. También participó en unitarios de televisión como Mi secretaria, Teleteatros y Mujer, casos de la vida real.
Marta también ocupó diversos cargos asociados a la ANDA, fue la primera presidenta de la Honorable Comisión Nacional de Jubilación del Actor, Vocal en la Comisión de Fiscalización y Vigilancia, y Presidenta de la Comisión de Cultura de la Estancia Infantil "Dolores del Río".

## Filmografía

### Telenovelas
- Amar a muerte (2018-2019) .... Silvina
- Daniela (2002) .... Enriqueta "Queta" Montijo de Gamboa
- Besos prohibidos (1999) .... Dolores
- Yacaranday (1997) .... Leonor
- Amada enemiga (1997) .... Malena
- Maria la del barrio (1995) .... Carmen
- Marimar (1994) .... Perfecta
- María Mercedes (1992) .... Herminia
- Mi pequeña Soledad (1990) .... Amparo
- El pecado de Oyuki (1988) .... Hellen
- Yesenia (1987) .... Doña Casilda
- Ave fénix (1986)
- Muchachita (1986) .... Bertha
- Los años felices (1984) .... Elisa
- Las gemelas (1972)
- Aventuras de Huck (1969)
- El usurero (1969)
- Maximiliano y Carlota (1965)
- La desconocida (1963)

### Series de TV
- Esta historia me suena (2020-2021)
- Como dice el dicho (2016-2019) .... (episodio "Lo que tiene que suceder, sucederá") Carranza (episodio "Quien las espinas no siente, de aguijones no se cura) Tere (episodio "El que es perico, donde quiera es verde")
- La rosa de Guadalupe (2010-2016) .... Constanza (episodio "El precio de la verdad")
- Lo que callamos las mujeres (2001) .... Directora (episodio "Mamá dos veces")
- Mujer, casos de la vida real (1990-1997) (4 episodios)
- Teleteatros
- Mi secretaria
- Nosotros los Gómez
- El hermano Farid

### Películas
- Hijas de su madre: Las Buenrostro (2005)
- A simple vista (2005)
- Me llaman Madrina (1997)
- Reclusorio (1997)
- Pueblo viejo (1993)
- Traficantes de niños (1992)
- Vuelve a tu primer amor (1989)
- Estigma (1988)
- Noche de califas (1987)
- La casa de Bernarda Alba (1982)
- El amor de mi vida (1979)
- La casa del pelícano (1978)
- El jardín de los cerezos (1978)
- Las cenizas del diputado (1977)
- Volver, volver, volver (1977)
- Maten al león (1977)
- México, México, ra ra ra (1976)
- La venida del Rey Olmos (1975)
- La casa del Sur (1975)
- El infierno de todos tan temido (1975)
- Los marcados (1971)
- Emiliano Zapata (1970)
- Confesiones de una adolescente (1969)
- Los recuerdos del porvenir (1969)
- La hora de los niños (1969)
- La otra ciudad (1967)
- La mente y el crimen (1964)
- Los signos del zodíaco (1963)

## Teatro
- Mame
- Hello, Dolly!
- Los Fantástikos
- Paren al mundo quiero bajarme
- Un tipo con suerte
- La señorita Julia
- El jardín de los cerezos
- La tercera soledad
- Sida... así es la vida
- Drácula
- La loba
- El Hombre Elefante

## Premios y reconocimientos
Cine, Teatro, Televisión y Radio
- Trayectoria Artística por la Asociación Mexicana de Críticos Teatrales (2010).
- Mejor actriz en comedia clásica por Lisístrata (2009).
- Premio Mi Vida en el Teatro del International Theatre Institute, Unesco (2009).
- Calendario Azteca de Oro AMPRYT por Trayectoria Artística en Televisión.
- Mejor actriz de Teatro, por su actuación en la obra La tercera soledad.
- Sol de Oro del Círculo Nacional de Periodistas.
- Calendario Azteca de Oro por Mejor actriz de Radio, por las radionovelas La hiena y Laguna colorada.
- Premio Arlequín por Trayectoria Artística.
- Trayectoria Artística y Formadora de Nuevos Actores, por el Centro Artístico de Radio, Teatro y TV.
- Choca de Oro por Trayectoria Artística, otorgada por el gobierno del estado de Tabasco.
- Galardón Virginia Soto Rodríguez, por su Brillante Trayectoria como Actriz, Conductora y Comentarista, otorgado por la Presidenta Municipal y el Ayuntamiento de Dolores Hidalgo, Guanajuato.
- Homenaje de la Embajada de Suecia en México, por su actuación en la obra La señorita Julia.
- Revelación Teatral en Comedia Musical, por su actuación en la obra Hello, Dolly!.